# 長谷川まり子
長谷川 まり子（はせがわ まりこ、1965年5月31日 - ）は、日本のノンフィクション作家。
岐阜県生まれ。紆余曲折を経て1994年フリーランスライター。バックパッカーとして旅の本を何冊か出す。ふとしたことからインド・ネパールの越境人身売買問題をレポートすることになる。1997年、ネパール農村部の女性のためのボランティア団体「ラリグラス・ジャパン」と出会い、後に代表となって人身売買被害者支援の活動を行うようになる。　文筆業と並行して、2004年から約5年間、取材ディレクターとしてテレビドキュメンタリー番組や報道番組の制作に携わる。2006年に起こったネパールの民主化運動の際、ネパール共産党毛沢東主義派を率いる革命家・プラチャンダの潜伏先を突き止め、世界初のテレビインタビューに成功した。2008年『少女売買～インドに売られたネパールの少女たち』で新潮ドキュメント賞受賞。

## 著書
- インドへ行こう スターツ出版 1996.5 のち双葉文庫
- それ行けアジア 中国・チベット・ネパール・インド陸路の旅 スターツ出版 1997.7
- 女ひとりアジア辺境240日の旅 双葉社 1999.4 (アジアと遊ぶ)
- マレー鉄道途中下車の旅  双葉社 1999.1（共著）
- アジア路地裏紀行  徳間文庫　1999.10（共著）
- 南太平洋「ブラッ!」と旅 フィジー・サモア・トンガひとり歩き 双葉社 2000.10 (アジアと遊ぶ 番外篇)
- やってみよ!国際ボランティア 双葉社 2001.2
- 少女売買 インドに売られたネパールの少女たち 光文社 2007.11 のち光文社文庫
- がん患者のセックス 光文社 2010.9
- わたしは13歳　今日、売られる  合同出版 2024.3
- 少女人身売買と性被害「強制売春させられるネパールとインドの少女たち」その痛みと回復の試み 泉町書房 2024.6

## 参考
- http://bookweb.kinokuniya.co.jp/htm/4334976271.html
- ラリグラス・ジャパン